# 羅伯特·B·唐斯
羅伯特·B·唐斯（英語：Robert Bingham Downs，1903年5月25日—1991年2月24日），是美國作家和圖書館學家 ，同時也是位知識自由（intellectual freedom）的倡議者。他的職業生涯大部分時間是花在努力對抗並宣揚反對文學審查上。唐斯著作等身，出版了許多以言論審查與圖書館管理為主題的書籍。

## 生平
唐斯出生於美國北卡羅來納州南部一個名為勒諾的小鎮，家中排行第七。他的父親是一位教師及兼職的地方政治工作者，他的母親則罹有間歇性的疾病而無法工作 。他在1929年與同學伊麗莎白（Elizabeth Crooks）結婚，婚後育有2女。1982年間妻子伊麗莎白過世，隨後他於隔年與珍（Jane Wilson）再婚，並陸續有3個孫子和5個曾孫，家系不小。他後來在1991年間於伊利諾州厄巴纳的家中因肺炎離世，享年87歲。政治上，唐斯是民主黨的支持者。

## 作品
- 《改變歷史的書》，聯經，1998年初版，彭歌譯。ISBN：978-957-08-1763-8